# يوهان فريدريش هان
يوهان فريدريش هان (بالألمانية: Johann Friedrich Hahn)‏ (و. 1753 – 1779 م) هو شاعر، ومؤلف، وكاتب ألماني، ولد في غيسن، توفي في تسفايبروكن، عن عمر يناهز 26 عاماً.